# Дубники (Волинська область)
Дубники — колишній населений пункт у Володимир-Волинському районі Волинської області. Розташовувалось між містом Володимиром-Волинським та селом Білин, відносилося до Білинської сільської ради.

## З історії
Станом на 1566 р. Дубники були власністю («вислугою») Михайла Васильовича Дубницького. Згідно з поборовим реєстром 1580 року він був єдиним власником маєтку Дубники, який налічував 9 димів і одну пустовщину.
У 1648 р. селяни спалили маєток Дунін-Вольської.
У складі Російської імперії належало до Вербської волості Володимирського повіту Волинської губернії. У селі проживала велика кількість етнічних німців.
У 1920—1939 рр. перебувало у складі гміни Верба Володимирського повіту Волинського воєводства (Польща).
До початку Другої світової війни в селі знаходилося майже 50 господарств, а навкруги розміщувалися колонії (хутори): Водзинок, Водзинів, Спасщина, Стасик, Калинівка, Білозовщина, Ганусин, Заславок, у яких переважно жили поляки. По колоніях було від кількох до 20 дворів.
Протягом 1941—1943 рр. сільським старостою був Яків Бронський.
Під час польсько-українського міжетнічного конфлікту 1943 р. загинуло 66 мешканців села.
Спогади про міжетнічний конфлікт у роки Другої світової війни: «16 липня 1943 р. просто на дорозі, серед білого дня був застрелений 40-річний Войтович Володимир Федорович. Він їхав фурою на поле, з ним дружина Аделька (полька) й синок Владик. Коли проїжджали повз хату осадника Кіта Вацлава, то господар вийшов з гвинтівкою і вистрелив Войтовичу в груди. З хати вискочила дружина Кіта і закричала: „Забій єще те гадувке і тего малого гада!“. Аделька просила не вбивати хоч малого Владика, промовляючи: „Я теж єстем полька“. Підійшов якийсь старший і наказав не чіпати жінки й дитини. Похований Войтович на кладовищі села Дубники».

## Ліквідація
Після Другої світової війни на території села Міністерство оборони СРСР вирішило створити полігон, у звʼязку з чим село було ліквідоване.
Нині єдиною згадкою про село Дубники залишилося старе, занедбане кладовище.